# اختارول اسلام
اختارول اسلام (انگلیسی: Akhtarul Islam؛ زادهٔ ۱ ژانویهٔ ۱۹۴۷) ورزشکار هاکی روی چمن اهل پاکستان است.